# Fremdsprachenschule Nanjing
Die Fremdsprachenschule Nanjing (chinesisch 南京外国语学校, Pinyin Nánjīng Wàiguóyǔ Xúexiào, englisch Nanjing Foreign Language School, Abkürzung 南外, Nán Wài, offizielle englische Abkürzung: NFLS) ist eine der sieben im Jahr 1963 direkt nach der Instruktion des damaligen chinesischen Ministerpräsidenten Zhou Enlai gegründeten Fremdsprachenmittelschulen Chinas. Sie befindet sich in Nanjing, der Provinz Jiangsu, Volksrepublik China.
Die Fremdsprachenschule Nanjing besteht aus Unter- und Oberstufe. Schüler, die die Grundschule (1. Klasse bis 6. Klasse) in Nanjing absolviert haben, können durch eine von der Fremdsprachenschule Nanjing besonders geregelte Prüfung direkt von der Unterstufe dieser Schule aufgenommen werden. Absolventen anderer Grundschulen müssen eine andere Prüfung absolvieren. Die Prüfung ist wegen der Änderung der Erziehungspolitik Nanjings von Jahr zu Jahr anders, aber grundsätzlich werden bei den Prüfungskandidaten Kenntnisse in den Fächern Englisch, Mathematik und Chinesisch in Form von Klausuren und Interviews getestet. 
In der Unterstufenzeit (7. Klasse bis 9. Klasse) lernen die Schüler den gleichen Lehrstoff wie in der gewöhnlichen chinesischen Unterstufe der Mittelschule (Chinesisch, Mathematik, Politikwissenschaft, Biologie, Geografie, Physik, Chemie und Geschichte). Besonders ist, dass die Schüler ab dem Anfang der 7. Klasse als erste Fremdsprache aus den Kursen in Englisch, Deutsch, Französisch und Japanisch wählen können, wobei bei den drei letztgenannten die Anzahl der Plätze auf je 16 bzw. 18 beschränkt ist. Die meisten anderen chinesischen Mittelschulen bieten hingegen nur Englisch an. 
Die Schule legt auf den Fremdsprachenunterricht besonderen Wert, so gibt es vielseitige sprachliche Praxismöglichkeiten, ein Fremdsprachenfest und Kontakte mit Schülern aus anderen Ländern; dadurch ist das Sprachniveau der Schulabsolventen dieser Schule relativ hoch. 
Nach der dreijährigen Unterstufe müssen die Schüler eine Auswahlprüfung (Einheitliche Aufnahmeprüfung der Oberstufe der Mittelschule der Stadt Nanjing sowie einen besonderen Sprachfähigkeitstest, der aus einer Klausur und einem Interview besteht) absolvieren, um in die Oberstufe dieser Schule aufgenommen zu werden, die die Klassen 10–12 umfasst.
Internationalität steht im besonderen Fokus der Schule; dadurch wird das Wissen über andere Länder gefördert, was zur Folge hat, dass viele Schulabsolventen später außerhalb Chinas studieren. 
Im Jahr 2009 wurde an der Nanjing Foreign Language School, Xianlin Campus (NFLS, XC), die Urspring International School gegründet. Sie ist der deutsch-chinesische Ableger der Urspringschule, einer evangelischen Internatsschule in Deutschland. Seither werden dort ständig ca. 25 Schüler speziell auf das Abitur in Deutschland vorbereitet. Die Schüler wechseln dann in der Regel mit Beginn der 10. Klasse nach Deutschland auf die Urspringschule, um dort ihr Abitur zu erreichen. Das Ziel ist es letztendlich, zusammen mit der Urspringschule eine gemischt deutsch-chinesische gymnasiale Oberstufe zu errichten.
Direktor ist Herr Dong Zhengjing.
Mit dem Hainberg-Gymnasium Göttingen besteht eine Schulpartnerschaft.